# Kate & Anna McGarrigle
Kate McGarrigle (6 de febrero de 1946-18 de enero de 2010) & Anna McGarrigle (n. el 4 de diciembre de 1944) fueron un dúo de cantautoras (y hermanas) canadienses de Quebec, que interpretaron música folk y rock hasta la muerte de Kate McGarrigle en 2010.

## Carrera musical
En la década de 1960, en Montreal, mientras Kate estudiaba ingeniería en la Universidad McGill y Anna artes en la École des beaux-arts de Montréal, comenzaron a presentarse en público y a escribir sus propias canciones. De 1963 a 1967 se unieron a Jack Nissenson y Peter Weldon para formar el grupo folclórico Mountain City Four.
A principios de los años setenta sus canciones fueron versionadas por artistas como Linda Ronstadt, Emmylou Harris y Judy Collins. Sus covers llevaron a las McGarrigles a obtener su primer contrato de grabación en 1974. Lanzaron su álbum debut homónimo en 1976 y nueve álbumes más hasta 2008.
Aunque están asociadas con la comunidad anglófona de Quebec, también grabaron e interpretaron muchas canciones en francés. Dos de sus álbumes, Entre la jeunesse et la sagesse y La vache qui pleure, fueron grabados completamente en francés.
Su versión de la canción "The Log Driver's Waltz" se hizo famosa como parte de la banda sonora de una película animada de 1979, dirigida por John Weldon en el National Film Board de Canadá. Realizaron grabaciones con artistas como Nick Cave and the Bad Seeds, Gerry Conway, Maria Muldaur, Marianne Faithfull, Linda Ronstadt, entre otros.

## Vidas personales
Kate y Anna McGarrigle, de ascendencia irlandesa y franco-canadiense, nacieron en Montreal. Crecieron en el suburbio de Saint-Sauveur, donde aprendieron a tocar el piano de monjas.
Kate McGarrigle se casó en 1971 con el cantautor Loudon Wainwright III. Sus hijos son Rufus y Martha, ambos cantantes. Se divorciaron en 1976. Kate McGarrigle murió en 2010, a los 63 años, de sarcoma, una forma poco común de cáncer. Anna McGarrigle está casada con el periodista y escritor canadiense Dane Lanken. La pareja tiene dos hijos, Lily Lanken y Sylvan Lanken, y vive en North Glengarry, Ontario. Dane apareció como vocalista en álbumes de las hermanas y en 2007 escribió la biografía de su carrera. Otra hermana, Jane McGarrigle, es compositora de cine y televisión que laboró como gerente comercial de Kate y Anna, y también escribió e interpretó canciones con el dúo.

## Honores y reconocimientos
Fueron nombradas miembros de la Orden de Canadá en 1993 y recibieron el Premio a las Artes Escénicas del Gobernador General en 2004. El 22 de noviembre de 2006, recibieron el Lifetime Achievement Award en los premios de la Sociedad de Compositores, Autores y Editores de Música de Canadá de 2006 en Toronto.
El 18 de noviembre de 2010, las hermanas fueron galardonadas con el premio Mojo Roots, presentado por Emmylou Harris.
Sus álbumes Kate & Anna McGarrigle (1976) y Dancer With Bruised Knees (1977) fueron seleccionados entre los mejores discos del año por la encuesta Pazz & Jop de The Village Voice.

## Discografía

### Álbumes
- Kate & Anna McGarrigle (1976)
- Dancer with Bruised Knees (1977)
- Pronto Monto (1978)
- Entre la jeunesse et la sagesse (1980) – conocido también como The French Record
- Love Over and Over (1982)
- Heartbeats Accelerating (1990)
- Matapédia (1996)
- The McGarrigle Hour (1998)
- La vache qui pleure (2003)
- The McGarrigle Christmas Hour (2005)
- ODDiTTiES (2010)
- Tell My Sister (2011)
- Sing Me the Songs: Celebrating the Works of Kate McGarrigle (2013)